# زيزفورة إسبانية
زيزفورة إسبانية (الاسم العلمي:Ziziphora hispanica) هي نوع من النباتات يتبع جنس الزيزفورة من الفصيلة الشفوية.